# Tàu Joola

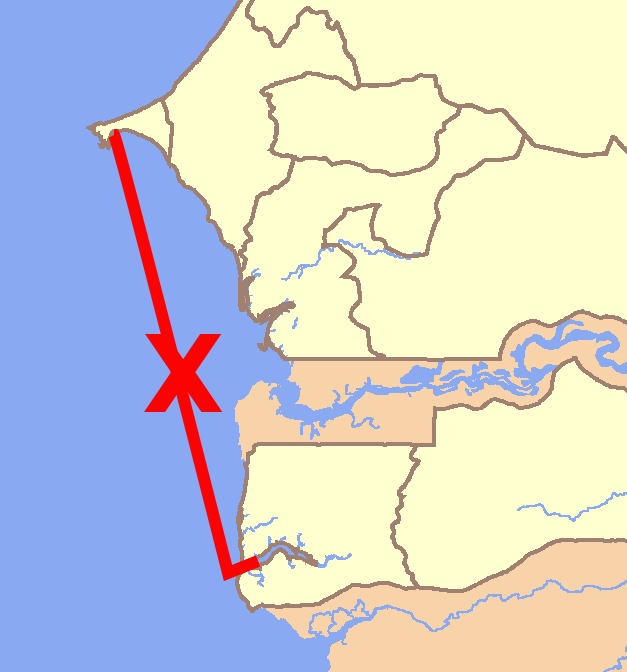
Tuyến đường và vị trí phỏng chừng của vụ đắm tàu Joola.

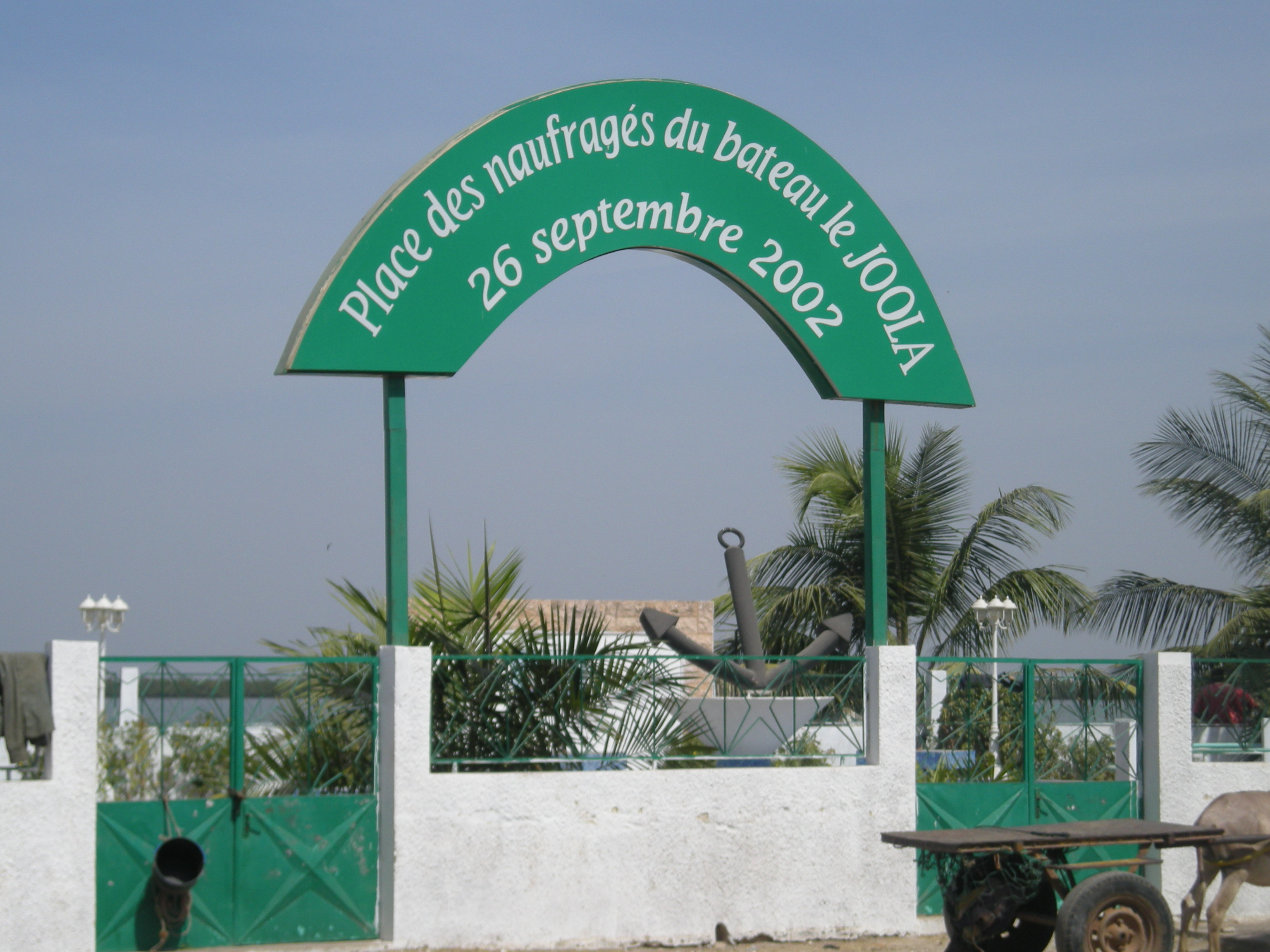
Quảng trường tưởng niệm Ziguinchor gần nơi các hành khách lên tàu Joola

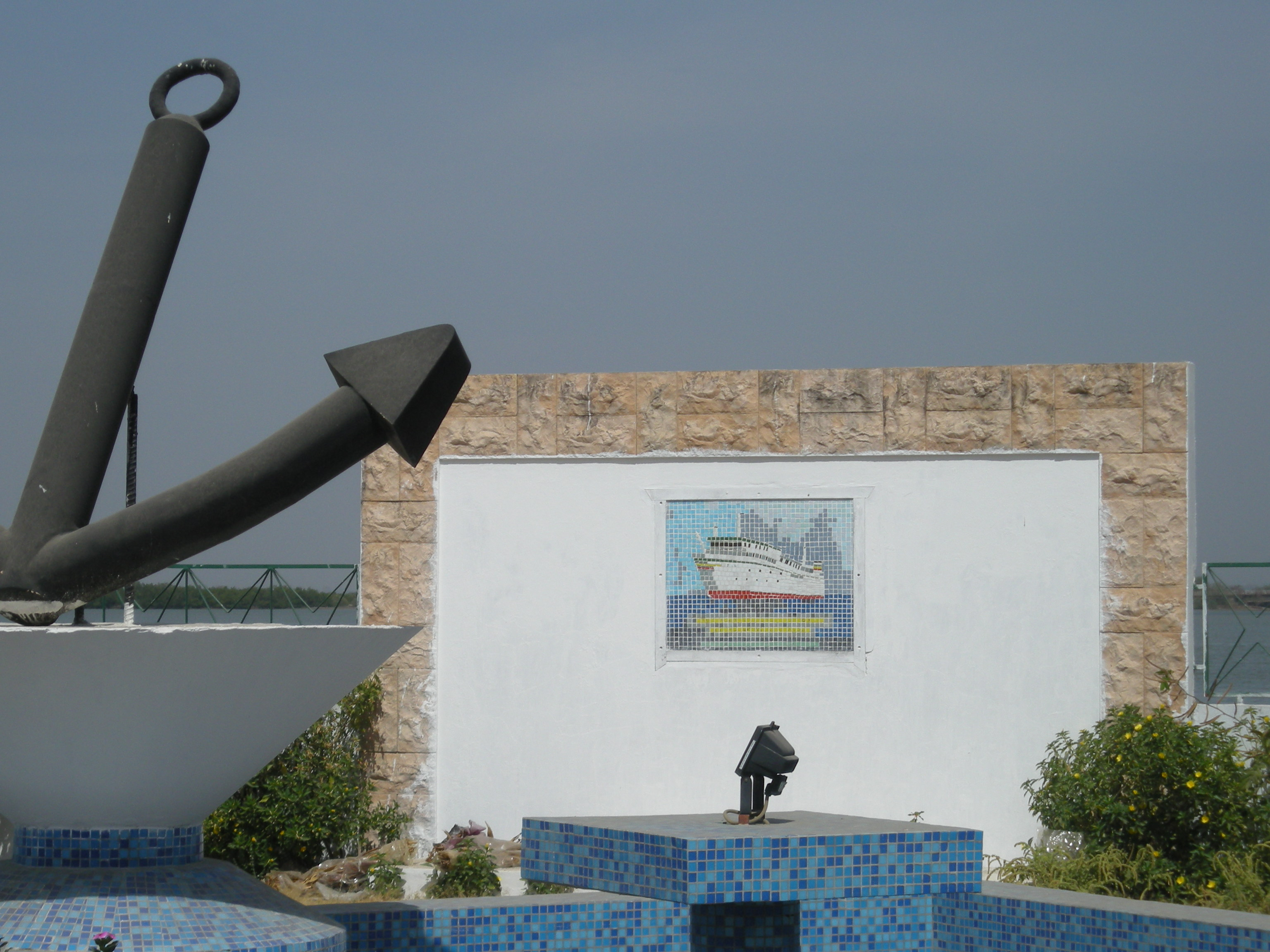
Đài tưởng niệm tàu Joola, Ziguinchor.

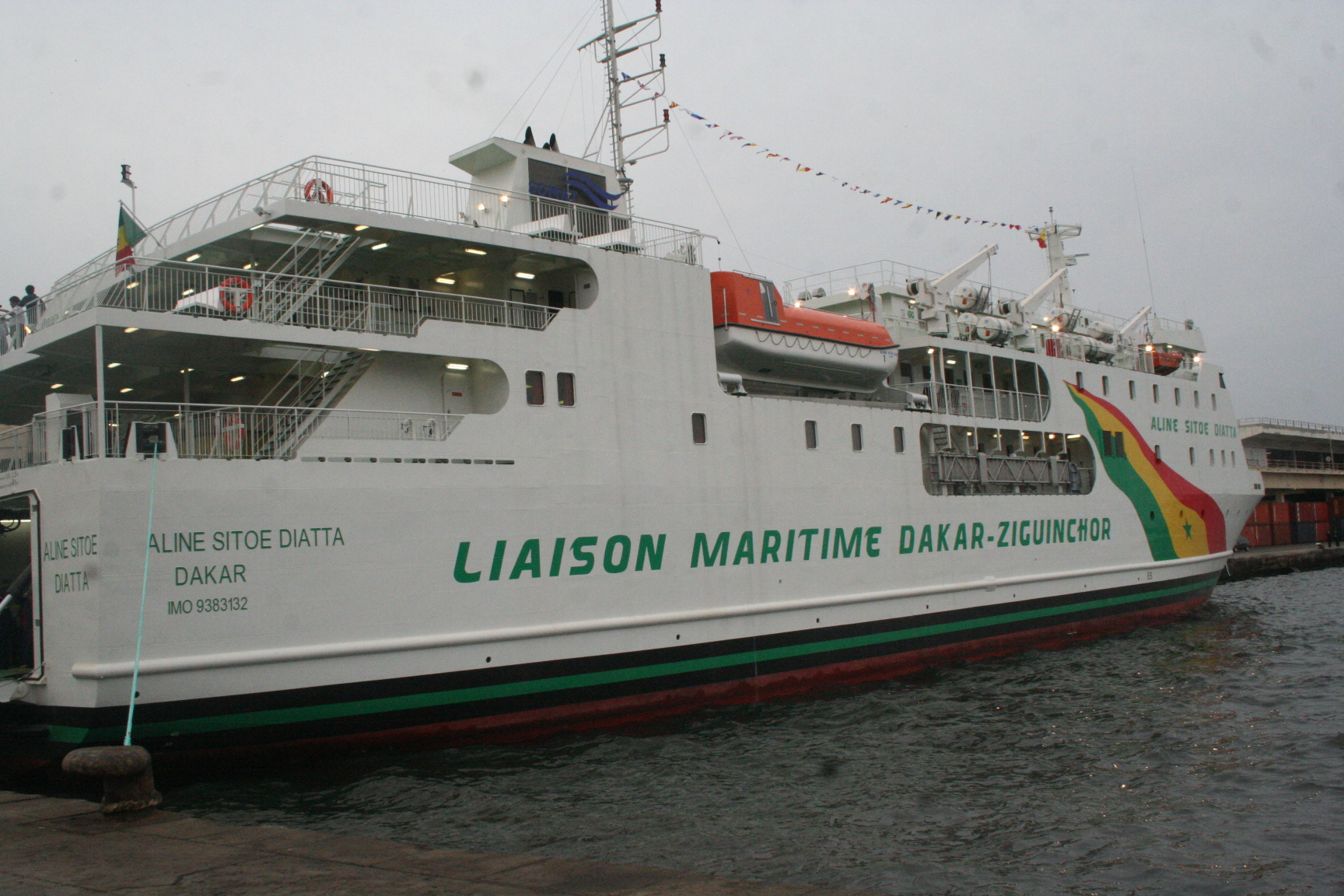
Tàu Aline Sitoé Diatta, được làm lễ đặt tên năm 2008 để chạy tuyến đường từ Dakar tới Ziguinchor.

Tàu Joola là một tàu phà do chính phủ Sénégal làm chủ, đã bị lật và chìm ở ngoài bờ biển Gambia ngày 26.9.2002. Tai nạn này đã khiến cho ít nhất là 1.863 người bị chết đuối. Việc đắm tàu phà Joola được cho là một tai nạn tồi tệ thứ nhì trong ngành hàng hải dân sự tính về thiệt hại nhân mạng, sau vụ đắm tàu Doña Paz năm 1987 khiến cho số người thiệt mạng ước tính lên tới trên 4.000. Tàu RMS Titanic, bị đắm năm 1912 làm chết 1.517 người là tai nạn hàng hải dân sự tồi tệ thứ ba, theo World Almanac (Niên giám thế giới) và báo New York Times.
Tàu phà này được đặt tên là Joola theo tên người (bộ tộc) Joola ở miền nam Sénégal. Tàu được đóng ở Đức và được hạ thủy năm 1990 để thay thế tàu phà Tốc hành Casamance. Tàu  Joola dài 79 mét, rộng 12 mét, có 2 động cơ và được trang bị bằng một số thiết bị an toàn mới nhất có được ở thời điểm bị tai nạn. Thông thường thì tàu chạy mỗi tuần 2 chuyến và thường chở các phụ nữ muốn bán xoài và dầu cọ ở thị trường Dakar. Tuy nhiên, tàu đã phải nằm ụ gần một năm để sửa chữa và thay thế máy ở cửa bên mạn tàu. Theo thông tin được đưa ra sau tai nạn, thì tàu này được đóng để chở lượng tối đa 580 hành khách và thủy thủ đoàn. Lượng hành khách ước tính trên tàu lúc xảy ra tai nạn là 1.863 người, vượt quá 3 lần sức chứa ước tính. Tuy nhiên, một số tổ chức có cơ sở ở Sénégal cho rằng số người có mặt trên tàu lúc đó là trên 2.000 người.

## Chuyến đi cuối cùng
Ngày 26.9.2002, tàu phà  Joola khởi hành từ Ziguinchor ở vùng Casamance trong chuyến chạy thường xuyên giữa miền nam Sénégal tới thủ đô Dakar vào khoảng lúc 1 giờ 30 chiều. Ở thời điểm của chuyến đi, tàu này được thiết kế để chở khoảng 580 hành khách. Tuy nhiên, người ta cho rằng tổng cộng có gần 2.000 hành khách có mặt trên tàu, trong đó có 185 người lên tàu từ Carabane, một đảo không có cảng chính thức cho hành khách lên xuống tàu. Vẫn chưa biết rõ số lượng hành khách chính xác, nhưng có 1.034 người có mua vé. Số còn lại thì không có vé do họ không buộc phải mua vé (các trẻ em dưới 5 tuổi), hoặc do họ đi lậu như vẫn thường xảy ra.
Cuộc gọi cuối cùng từ nhân viên tàu phà Joola tới Trung tâm an ninh hàng hải ở Dakar được phát đi lúc 10 giờ tối và cho biết tình trạng chuyến đi tốt đẹp. Vào khoảng 11 giờ tối, tàu gặp cơn bão ở ngoài bờ biển Gambia. Do biển động và gió mạnh, tàu nhanh chóng bị lật, quăng các hành khách và hàng hóa xuống biển. Các báo cáo chi tiết cho biết tai nạn xảy ra trong vòng chưa tới 5 phút.
Trong khi nhiều hành khách có thể đã bị giết trong lúc lật tàu hoặc ngay sau đó, thì hình như một số đông đã sống sót và chỉ chết đuối trong khi chờ cứu hộ. Các đội cứu hộ của chính phủ đã không tới nơi xảy ra tai nạn cho tới sáng hôm sau, mặc dù các ngư dân địa phương đã cứu được một số người sống sót lênh đênh  trên biển nhiều giờ trước đó. Trong số ước lượng 2.000 hành khách, chỉ có khoảng 64 người sống sót, trong đó chỉ có một phụ nữ (Mariama Diouf, lúc đó đang mang thai) trong số hơn 600 hành khách nữ trên tàu.
Một thời gian trước khi các đội cấp cứu chính thức tới nơi, thì các ngư dân địa phương ở  gần nơi tai nạn đã dùng các thuyền độc mộc của họ nỗ lực vớt các người sống sót. Họ đã cứu được một số người và cũng  vớt được nhiều xác trôi lềnh bềnh quanh tàu. Lúc 2 giờ chiều, họ cứu được một cậu bé 15 tuổi. Cậu bé này xác nhận vẫn còn nhiều người còn sống bị kẹt ở trong tàu; họ nói rằng có những tiếng ồn và tiếng kêu la sợ hãi từ trong tàu vang ra.
Tàu Joola vẫn bị lật nhưng nổi trên mặt nước tới khoảng 3 giờ chiều, rồi cuối cùng chìm xuống dưới nước, kéo theo những người không thể thoát ra khỏi tàu.

## Các nguyên nhân
Thảm họa gây ra sự thiệt hại sinh mạng lớn lao này là một cú sốc lớn đối với nhiều người ở Sénégal. Ngay lập tức báo chí và công chúng đã yêu cầu giải thích tai nạn này. Chính phủ Sénégal đã lập một ban điều tra. Các tòa án Pháp cũng làm một cuộc điều tra kỹ về tai nạn này vì có nhiều công dân Pháp trong số các người bị chết. Theo nhiều nguồn tin bây giờ mới biết, thì tai nạn trên do nhiều nguyên nhân gây ra, kể cả có thể do sự cẩu thả. Ngoài tình trạng biển động và gió mạnh là nguyên nhân trực tiếp khiến tàu bị lật, thì một nguyên nhân khác là tàu này được đóng chỉ để chạy trong vùng cận duyên, nhưng đã chạy ngoài ranh giới vùng này khi bị lật. Tình trạng quá đông người trên tàu cũng được cho là một nguyên nhân gây tai họa, cả trong việc tàu bị lật lẫn số người chết quá cao. Do tình trạng nóng và kín ở dưới boong tàu nên có thể nhiều hành khách thường đi lên boong trên khiến cho tàu bị tròng trành. Tàu này mới đóng được 12 năm và dự trù có thể sử dụng ít nhất là 30 năm, nhưng đã bị nhiều trục trặc kỹ thuật trong những năm trước. Các trục trặc trên nay được qui cho việc bảo quản tồi của chủ sở hữu, chứ không do lỗi thiết kế hoặc sai sót trong chế tạo.

## Các người chết
Có ít nhất 1.863 (?) người bị chết, mặc dù không bao giờ biết được con số chính xác, vì có nhiều hành khách trên tàu mà không có vé. Trong số các người chết, có 1.201 người nam (61.5%) và 682 người nữ (34.9%). Có 70 nạn nhân không thể xác định giới tính. Những hành khách bị chết thuộc ít nhất 11 nước, trong đó có Cameroon, Guinea, Ghana, Nigeria, Pháp, Tây Ban Nha, Na Uy, Bỉ, Liban, Thụy Sĩ và Hà Lan.
Vào sáng thứ Bảy ngày 26 tháng 9,  Haïdar El Ali, một nhà hoạt động môi trường người Liban sinh tại Sénégal và đội thợ lặn của anh đã lặn vào thăm dò khu vực tai họa nhưng không gặp ai sống sót, mà chỉ thấy nhiều xác đàn ông, đàn bà và trẻ em bên trong tàu Joola. 300 thi thể bị mắc kẹt bên trong đã được giải thoát. 100 thi thể khác chung quanh tàu cũng được vớt lên.
Tổng cộng chỉ có 551 xác chết được vớt lên. Trong số này có 93 thi thể có thể nhận dạng được và được trao trả các gia đình. Các xác còn lại được an táng trong các nghĩa trang xây dựng đặc biệt ở Kabadiou, Kantene, Mbao và trên bờ biển Gambia. Lễ quốc táng được tổ chức ngày 11.10.2002 tại Esplanade du Souvenir ở Dakar.

## Bồi thường thiệt hại
Ban đầu chính phủ Senegal đã trả cho các gia đình một khoản tiền khoảng 22.000 dollar Mỹ cho mỗi nạn nhân và sa thải nhiều quan chức có trách nhiệm, tuy nhiên không người nào bị truy tố; và báo cáo chính thức đã được kết thúc một năm sau khi tai họa xảy ra.  Các quan chức, trong đó có các quan chức cấp cao của Lực lượng vũ trang Sénégal được chuyển sang công tác khác, bị cáo buộc tội không đáp ứng nhanh chóng kịp thời việc cấp cứu tai nạn, nhưng không một ai chịu trách nhiệm về việc cho phép tàu phà chở quá tải hoặc để cho tàu không được bảo quản tốt. Thủ tướng Sénégal thời đó, Mame Madior Boye đã bị tổng thống Abdoulaye Wade bãi nhiệm cùng nhiều người trong nội các của bà sau vụ tai họa này, được cho là vì xử lý không tốt việc cấp cứu. Trong cuộc bầu cử năm 2007, đối thủ của tổng thống Wade và là cựu thủ tướng, Moustapha Niasse, đã cáo buộc Wade đã bao che trách nhiệm của nội các cũ trong tai họa này. Các gia đình nạn nhân, nhiều người trong số họ đã không muốn hoặc không thể đòi bồi thường thiệt hại, vẫn tiếp tục chỉ trích mạnh mẽ chính phủ về xử lý việc cấp cứu, việc vận hành tàu phà tồi tệ dẫn tới tai họa, cùng quá trình bồi thường thiệt hại.
Năm 2003 các gia đình của những nạn nhân người Pháp đã bác các gói bồi thường thiệt hại và tiếp tục kiện giới chức chính quyền Sénégal trước các tòa án Pháp.  Ngày 12.9.2008, một thẩm phán Pháp đã công bố một cáo trạng buộc tội 9 quan chức Sénégal, trong đó có cựu thủ tướng Boye và cựu Tham mưu trưởng Quân đội tướng Babacar Gaye  Phản ứng chính thức của Sénégal coi những cáo buộc trên là thái độ thù địch đến từ quyền lực thực dân cũ, và chính phủ Sénégal nói rằng họ có thể kiện lại thẩm phán Pháp, Jean-Wilfired Noel..